# Philipp Schmitz (Theologe)
Philipp Schmitz SJ (* 22. November 1935 in Köln; † 29. August 2015 ebenda) war ein deutscher Moraltheologe.

## Leben
Philipp Schmitz begann zunächst ein Studium der Rechtswissenschaften, trat aber 1957 in die Ordensgemeinschaft der Jesuiten ein. Er studierte an ordenseigenen Hochschulen Theologie und Philosophie. 1970 wurde er an der römischen Gregoriana mit der moraltheologischen Arbeit „Die Wirklichkeit fassen. Zur induktiven Normenfindung einer ‚Neuen Moral‘“ zum Dr. theol. promoviert. 1975 habilitierte er sich in Sankt Georgen mit der Schrift „Freiheit in der Norm. Moraltheologische Reflexion zur Normenfindung“.
Philipp Schmitz hatte von 1975 bis 1996 den Lehrstuhl für Moraltheologie an der Philosophisch-Theologischen Hochschule Sankt Georgen in Frankfurt am Main inne. Von 1996 bis zu seiner Emeritierung 2008 lehrte er Moraltheologie an der Päpstlichen Universität Gregoriana in Rom. Seinen Altersruhesitz hatte er in der Jesuitenkommunität in Köln.
Er hatte mehrfache Gastaufenthalte und -professuren inne an den US-amerikanischen Universitäten in Yale, San Francisco und Berkeley sowie in Kyoto, Japan, und Manila, Philippinen, sowie in Indien.
Schmitz starb 2015 im Alter von 79 Jahren. Er wurde in einer Gemeinschaftsgrabstätte der Jesuiten auf dem Kölner Melaten-Friedhof beigesetzt.

## Schriften
- Der christliche Beitrag zu einer Sexualmoral. Matthias-Grünewald-Verlag, Mainz 1972, ISBN 3-7867-0371-X.
- Die Wirklichkeit fassen. Zur induktiven Normenfindung einer neuen Moral. Knecht, Frankfurt am Main 1972, ISBN 3-7820-0240-7.
- Die Armut in der Welt als Frage an die christliche Sozialethik. Knecht, Frankfurt am Main 1973, ISBN 3-7820-0294-6.
- Ricerca „induttiva“ della norma morale. Edizioni Dehoniane Bologna, Bologna 1977.
- Menschsein und sittliches Handeln. Vernachlässigte Begriffe in der Moraltheologie. Echter, Würzburg 1980, ISBN 3-429-00665-1.
- Macht euch die Erde untertan? Schöpfungsglaube und Umweltkrise. Echter, Würzburg 1981, ISBN 3-429-00742-9.
- mit Ursula Adams: Soziale Predigten zu Gegenwartsfragen. Tyrolia, Innsbruck 1982, ISBN 3-7022-1456-9.
- Ist die Schöpfung noch zu retten? Umweltkrise und christliche Verantwortung. Echter, Würzburg 1985, ISBN 3-429-00959-6.
- Wohin treibt die Politik? Über die Notwendigkeit von Ethik. Herder, Freiburg im Breisgau 1993, ISBN 3-451-02149-8.
- Fortschritt ohne Grenzen? Christliche Ethik und technische Allmacht. Herder, Freiburg 1997, ISBN 3-451-02164-1.